# Hoya vanuatensis
Hoya vanuatensis är en oleanderväxtart som beskrevs av T.Green. Hoya vanuatensis ingår i släktet Hoya och familjen oleanderväxter. Inga underarter finns listade i Catalogue of Life.